# 일레니아 스카핀
일레니아 스카핀(이탈리아어: Ylenia Scapin, 1975년 1월 8일~)은 이탈리아의 유도 선수이다. 올림픽에 4회 참가했고 1996년 하계 올림픽에서 여자 하프헤비급 동메달, 2000년 하계 올림픽에서 여자 미들급 동메달을 획득했다. 또한 세계 선수권 대회에서 동메달 3개, 유럽 선수권 대회에서 금메달 1개, 은메달 2개, 동메달 5개를 획득했다.